# Ойбин (гора)
Ойбин (нем. Oybin) — гора высотой в 514 м в горах Циттауэр-Гебирге, недалеко от одноимённой коммуны Ойбин. На горе находятся развалины крепости, которую Карл IV приказал создать, и монастыря целестинцев, который был основан в 1369 году.
В 1311 по 1316 год на горе были сооружены сильные укрепления для защиты близлежащих торговых путей. В 1364 году император Карл IV велел возвести на горе «кайзерский дом» для использования в преклонном возрасте. В 1366 началось строительство готической церкви, которое было закончено в 1384 году.
Во время гуситских войн Ойбин дважды подвергался атаке, в 1420 и в 1429 году. Но крепкие стены и крутые скалы оказались надёжной преградой и Ойбин с тех пор считался непобедимым.
Чтобы спасти его от гуситов, часть пражского сокровища из Собора Святого Вита был вывезен на Ойбин. Укрепление крепости длилось до второй половины 16-о века. В ходе реформации монастырь был расформирован и начался распад строений на горе. В 1577 году молния попала в церковь и та полностью сгорела.

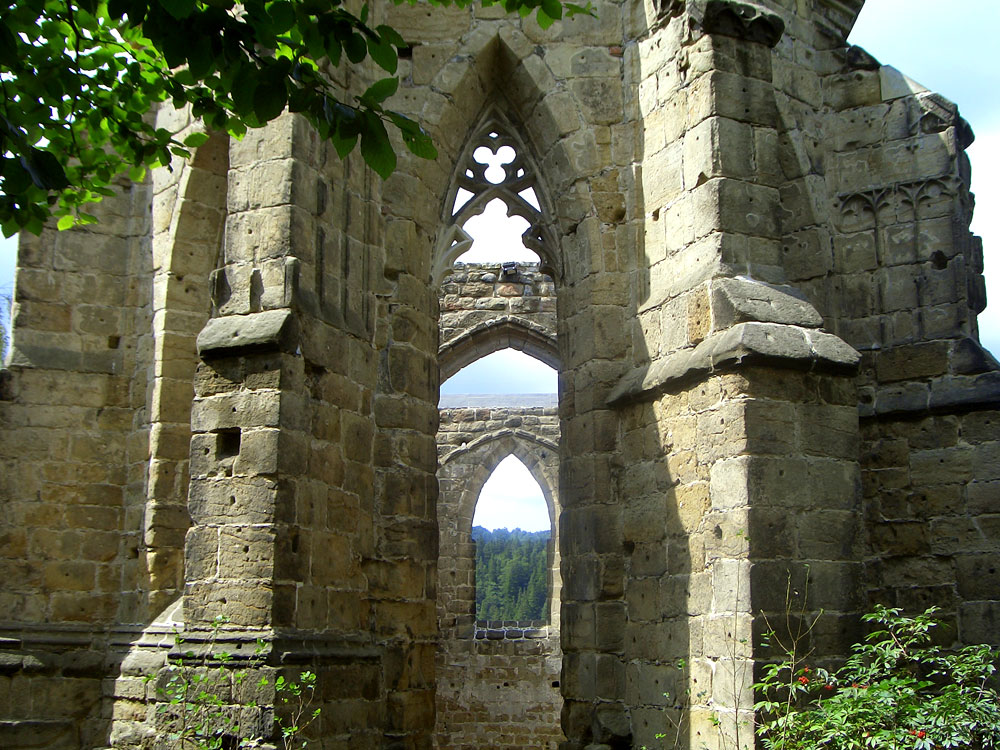
Развалины монастыря